# Mariosousa
A Mariosousa a hüvelyesek (Fabales) rendjébe, ezen belül a pillangósvirágúak (Fabaceae) családjába tartozó nemzetség.

## Tudnivalók
Egészen a 2000-es évek elejéig a Mariosousa-fajok az akácia (Acacia) növénynemzetségbe tartoztak. Az előfordulási területük az Amerikákban van. Az Amerikai Egyesült Államok déli határától kezdve egészen Közép-Amerika déli részéig találhatók meg.

## Rendszerezés
A nemzetségbe az alábbi 12 faj tartozik:
- Mariosousa acatlensis (Benth.) Seigler & Ebinger
- Mariosousa centralis (Britton & Rose) Seigler & Ebinger
- Mariosousa compacta (Rose) Seigler & Ebinger
- Mariosousa coulteri (Benth.) Seigler & Ebinger - típusfaj
- Mariosousa dolichostachya (S.F. Blake) Seigler & Ebinger
- Mariosousa durangensis (Britton & Rose) Seigler & Ebinger
- Mariosousa mammifera (Schltdl.) Seigler & Ebinger
- Mariosousa millefolia (S. Watson) Seigler & Ebinger
- Mariosousa russelliana (Britton & Rose) Seigler & Ebinger
- Mariosousa salazarii (Britton & Rose) Seigler & Ebinger
- Mariosousa sericea (M. Martens & Galeotti) Seigler & Ebinger
- Mariosousa usumacintensis (Lundell) Seigler & Ebinger

### Fordítás
- Ez a szócikk részben vagy egészben  a   Mariosousa című angol Wikipédia-szócikk ezen változatának fordításán alapul.  Az eredeti cikk szerkesztőit annak laptörténete sorolja fel. Ez a jelzés csupán a megfogalmazás eredetét és a szerzői jogokat jelzi, nem szolgál a cikkben szereplő információk forrásmegjelöléseként.